# Ernest Cole
Ernest Cole est un photographe sud-africain, né le 21 mars 1940 à Eersterust (un township du Gauteng) et mort le 19 février 1990 à New York.
Il est l'un des premiers photographes noirs ayant documenté l’apartheid, et il a été banni de son pays pour cette raison. La redécouverte en Suède en 2017 d'une partie de ses archives a permis la réédition en 2022 de son ouvrage House of Bondage, publié la première fois en 1967.

## Biographie
Ernest Levi Tsoloane Cole nait le 21 mars 1940 dans un township près de Pretoria. Il est le quatrième d'une fratrie de 6 enfants. Selon certains témoignages, il aurait souffert de malnutrition dans son enfance. Son père est tailleur et sa mère lavandière ; propriétaires, ils font partie d'une classe moyenne.
Il découvre la photographie à huit ans. Joseph Lelyveld raconte qu'il a immédiatement voulu son propre appareil photo après en avoir vu un la première fois ; il l'obtient vers l'âge de 15 ans, et installe une chambre noire dans sa maison. En 1953, le Bantu Education Act (en) empêche les jeunes noirs d'avoir accès à l'éducation générale, et en 1957, il abandonne l'école pour suivre les enseignements à distance du Wolsey Hall, Oxford (en), et du New York Institute of Photography (en).
À 18 ans, il fait ses premiers clichés pour Drum, un magazine dirigé et contrôlé par des blancs, notamment l'éditeur pro-américain Tom Hopkinson. Il y rencontre l'un de ses futurs mentors, Jürgen Schadeberg (en), et devient à 21 ans l'un des premiers photographes freelances en Afrique du Sud. Il travaille ensuite pour le quotidien Bantu World, dont l'audience est clairement africaine, à une période où la photographie n'est pas encore reconnue comme une menace par l'establishment sud-africain blanc.
En 1960, Eersterust est désigné comme une zone coloured ; sa famille est expropriée et sa maison détruite, et se relocalise dans le township de Mamelodi. Il déjoue les autorités sud-africaines et réussit à changer son nom Kole (un nom africain) en Cole (un nom métis ou blanc). Entre 1961 et 1964, il obtient avec ses plus jeunes frères d'être reclassifié en tant que personne « de couleur » (plutôt que « noire »), ce qui lui permet ensuite d'accéder à des lieux interdits à la plupart des autres Sud-Africains. Comme personne coloured, il n'a pas besoin de passeport intérieur et peut obtenir un passeport sud-africain. Il se montre dans les soirées organisées par les métis et prend pour mentors des personnalités blanches:  l'allemand Jürgen Schadeberg (en), l'américain Joseph Lelyveld et l'anglais Struan Robertson, qui deviendront ses biographes.
Dans les années 1960, il est surveillé par les services de renseignement, initialement pour ses liens avec un journal  communiste,. Le renseignement apprend que Cole cherche à publier un livre de photographies sur l'Apartheid. La surveillance et l'intimidation s'intensifient pendant ses derniers mois en Afrique du Sud. Il part pour New York en 1966, à l'aide d'un passeport qu'il s'était procuré sous prétexte de faire un pèlerinage à Lourdes, après avoir confié ses planches-contact à Joseph Lelyveld, qui les a fait sortir du pays,.
Il publie en 1967 aux États-Unis le livre House of Bondage, avec l’aide de Magnum Photos. L'ouvrage contient ses clichés témoignant de l’Apartheid et en révèle l'horreur et les mécanismes, avec des chapitres et séquences d'images décrivant l'intersection des phénomènes d'oppression. Il est interdit en Afrique du Sud, mais remporte un succès international et est épuisé en seulement un an. Cole est banni d’Afrique du Sud en 1968, et contraint à l'exil.
Cole est commissionné par la Fondation Ford pour photographier l'expérience des Noirs dans le Sud rural et le Nord urbain, mais ne livre pas les photographies,. Entre 1969 et 1971, il se rend plusieurs fois en Suède, travaille avec le collectif Tio fotografer (en) et expose son travail.
Dans les années 1970, il abandonne la photographie, et se retrouve parfois sans domicile. La plupart de ses archives sont perdues. Il meurt en 1990 à New York d'un cancer du pancréas, peu après la libération de Nelson Mandela.
En 2017, 60 000 de ses négatifs et planches-contact sont retrouvés dans un coffre-fort de la banque suédoise SEB,. Ils y étaient probablement depuis 1972. Une partie est rendue à la fondation Ernest Cole Family Trust et permet la réédition de House of Bondage en 2022. Certains travaux inédits alors découverts permettent d'ajouter à la réédition de House of Bondage un dernier chapitre intitulé « Black Ingenuity », que Cole a commenté comme étant « des vestiges de tout, de joie, de paix et d'harmonie, de culture, de créativité et de toutes les choses qu'ils n'ont pas réussi à éradiquer ». Plus de 500 tirages originaux sont encore détenus par la fondation Hasselblad.

## Commentaire sur l’œuvre

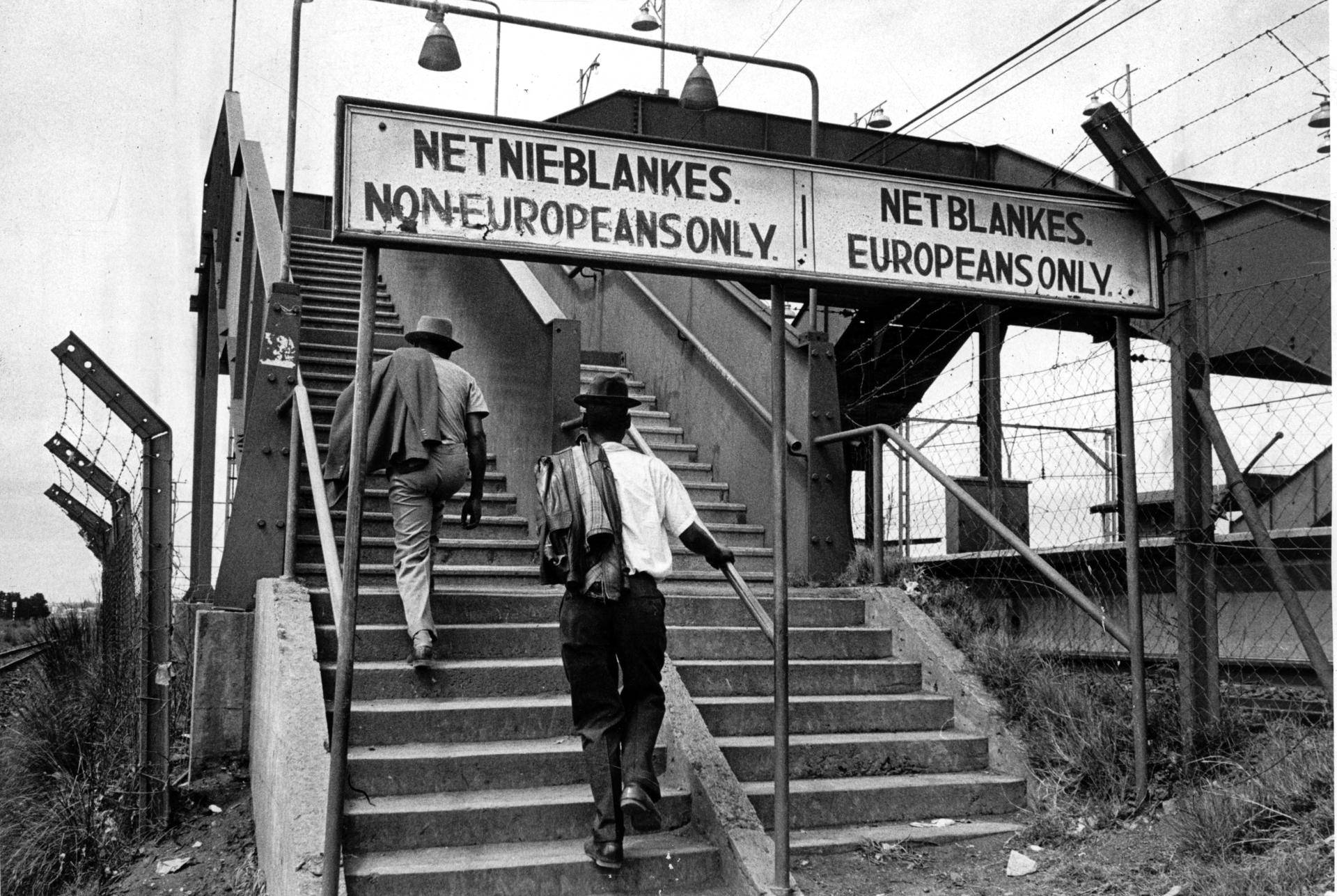
Photographie de pancartes ségrégationnistes dans une station ferroviaire d'Afrique du Sud, prise par Ernst Cole et incluse dans House of Bondage.

Le travail de photographie documentaire d’Ernest Cole se caractérise principalement par la place qu'y occupent les portraits et les compositions urbaines. À l’instar d’autres photographes, la particularité du travail de Cole est son rapport au sujet. En effet, son travail se concentre sur son expérience personnelle d’homme noir durant l’apartheid et capture des scènes et récits auxquels il s’identifie.
Ce qui permet à Ernest Cole, au-delà de sa détermination, de transmettre son message au monde, est son classement en tant que « coloured ». Cela lui donne accès à des zones interdites aux personnes noires. Cole développe plusieurs astuces pour photographier où cela est interdit, mais aussi pour prendre ses clichés sans être vu. Il lui arrive parfois, par exemple, de cacher son appareil dans son sandwich ou de déclencher à la hanche, c’est-à-dire sans viser, ce qui réduit le temps d’exposition de l’appareil à son environnement. Bien évidemment, il n’utilise pas de flash.
Son projet principal, « Maison de la servitude » ou « House of Bondage » en anglais, est un projet qui le suit durant une décennie. Son but est d’exposer le quotidien et la persécution raciale systémique que subissent les Noirs durant l’apartheid. Il se concentre principalement sur des scènes de la vie courante. Cela se traduit par une opposition marquée entre des clichés joyeux et élégants ainsi que des scènes oppressantes de persécution. Cette série transmet en apparence une attitude pessimiste de l’artiste. Cole sublime ses clichés accusateurs par une justesse et une rigueur technique de compositions classiques. Il est animé toute sa vie par l’idée d’assembler ses images dans une édition, qui est, selon lui, le moyen le plus efficace de transmettre un message.

### Documentaire
- 2024 : Ernest Cole, photographe, long-métrage documentaire de Raoul Peck[18].